# Embuchado
El embuchado es un embutido típico de La Rioja, España, elaborado a base de tripas de cordero bien limpias, enrolladas a modo de madeja, aceite de oliva y sal. Es un pincho habitual de la calle Laurel de Logroño. Se sirve cortado en rodajas, pasado por la plancha, con abundante sal. Se suele acompañar de pimientos rojos.

## Variantes
Platos parecidos en la gastronomía española son los zarajos de Castilla-La Mancha y de la comunidad de Madrid y las madejas de la provincia de Zaragoza.